# Décès en décembre 1967
Décès
- 1963
- 1964
- 1965
- 1966
- 1967
- 1968
- 1969
- 1970
- 1971

Pour une information complémentaire, voir la page d'aide.

| Date        | Nom           | Pays                   | Activités                     | Âge | Source |
| ----------- | ------------- | ---------------------- | ----------------------------- | --- | ------ |
| 31 décembre | Arthur Mailey | Drapeau de l'Australie | Joueur de cricket australien. | 81  |        |